# Helmut Wegner
Helmut Wegner (* 22. April 1931 in Speyer; † 29. November 2019 in Meckenheim (Rheinland)) war ein deutscher Diplomat und Botschafter.
Wegner trat nach dem Studium in den Dienst des Auswärtigen Amtes ein. Er war unter anderem im diplomatischen Dienst in Indien und Japan tätig, war aber auch Vertreter Deutschlands bei internationalen Konferenzen und bei den Vereinten Nationen.
Von 1992 bis 1996 war Wegner deutscher Botschafter in Oslo, Norwegen. Er war mit Gerd Høst Heyerdal, Lothar Späth und Kåre Willoch eines von vier Ehrenmitgliedern der Norwegisch-Deutschen Gesellschaft (Norsk-Tysk Selskap)in Oslo. Von 1998 bis 2002 war er 1. Vorsitzender der Deutsch-Norwegischen Gesellschaft e. V. in Bonn.
Er war Mitinitiator der Charta der Europäer in Schengen am 6. November 1999.
Helmut Wegner wurde 1950 Mitglied der katholischen Studentenverbindung KDStV Markomannia Würzburg im CV und trat später noch den katholischen Studentenverbindungen AV Rheinstein Köln und AV Edo-Rhenania Tokio bei.

## Nachweise
1. ↑  Todesanzeige von Helmut Wegner. Abgerufen am 14. April 2023.
2. ↑  Japanese show way to healing: Kenneth Noble attended a session of the Caux conference which was part of an on-going `agenda for reconciliation' (Memento vom 7. Juli 2012 im Webarchiv archive.today)
3. ↑  http://untreaty.un.org/English/UNEP/oilpollution_response_english.pdf
4. ↑  „Frühere Botschafter in Norwegen“ (Memento vom 25. September 2009 im Internet Archive), Deutsche Botschaft Oslo
5. ↑  Archivlink (Memento vom 16. Januar 2008 im Internet Archive), 23. Juli 2007
6. ↑  Archivlink (Memento vom 10. Juli 2007 im Internet Archive)
7. ↑  Cartellverband der Katholischen Deutschen Studentenverbindungen: Gesamtverzeichnis des CV 2015 - Die Verbindungen des CV mit ihren Ehrenmitgliedern, Alten Herren und Studierenden - München 2015, V - S. 472.

| Personendaten    | Personendaten                                              |
| ---------------- | ---------------------------------------------------------- |
| NAME             | Wegner, Helmut                                             |
| KURZBESCHREIBUNG | deutscher Diplomat und Botschafter in Norwegen (1992–1996) |
| GEBURTSDATUM     | 22. April 1931                                             |
| GEBURTSORT       | Speyer                                                     |
| STERBEDATUM      | 29. November 2019                                          |
| STERBEORT        | Meckenheim (Rheinland)                                     |